# Maxim Germanowitsch Arbugajew
Maxim Germanowitsch Arbugajew (russisch Максим Германович Арбугаев, wissenschaftliche Transliteration Maksim Germanovič Arbugaev, im Englischen bekannt als Maxim Arbugaev; * 3. August 1991 in Tiksi, Sacha) ist ein russischer Dokumentarfilmer.

## Leben
Maxim Arbugaev wurde 1991 in Tiksi, Jakutien, geboren. Er war 15 Jahre lang professioneller Eishockeyspieler und beschloss dann, sich dem Filmemachen zuzuwenden. Im Jahr 2018 schloss er sein Studium am Gerassimow-Institut für Kinematographie (WGIK, Abteilung Dokumentarfilm) ab. Er drehte Filme zu Themen rund um den Sport und die Arktis. Zusammen mit dem Schweizer Regisseur Christian Fray drehte Arbugajew Genesis 2.0, einen Film über Sammler von Mammutstoßzähnen auf einer abgelegenen Inselgruppe in Sibirien. Dieser Film wurde auf dem Sundance Film Festival 2018 mit dem Preis für die beste Kameraführung ausgezeichnet.
Im Jahr 2022 drehte Arbugaev zusammen mit seiner Schwester Jewgenija Germanowna Arbugajewa  den Film Haulout, der bei den 38th Annual IDA Documentary Awards in Los Angeles als Bester Kurzdokumentarfilm ausgezeichnet wurde, beim Epistles to Man Film Festival den Dani Gurevich Memorial Award for Best Cinematography erhielt, beim Flahertiana Documentary Film Festival eine besondere Erwähnung der Jury erhielt, den XXIII National Documentary Awards im Bereich Non-Fiction Cinema and Television und den Laurel Branch Award gewann. Der Film wurde außerdem bei der Oscarverleihung 2023 für einen Oscar nominiert.
Ende Juni 2023 wurde er Mitglied der Academy of Motion Picture Arts and Sciences.

## Filmografie
- 2018: Genesis 2.0 (Regie/Kamera)
- 2019: Voy (Regie/Kamera)
- 2019: Velikiy severnyy put (Kamera)
- 2022: Haulout (Regie/Kamera)